# Frankrike i Eurovision Song Contest 2015
Frankrike deltog i Eurovision Song Contest 2015 i Wien, Österrike. Det franska bidraget valdes genom ett intern urval, som anordnades av den franska programföretaget France Télévisions. Nationen representerades av låten "N'oubliez pas" utförd av Lisa Angell och skriven av Robert Goldman.

## Bakgrund
Sedan 1999, Frankrike Télévisions delegerat ansvaret för att välja ut och organisera det franska bidraget och sänder tävlingen i Frankrike till France 3 TV-kanal; meddelade dock programföretaget i augusti 2014 att från och med 2015, skulle detta ansvar överföras till France 2.  I början av september 2014 Frankrike 2 bekräftat sin medverkan i tävlingen och visade att det franska bidraget skulle väljas via ett interna val. 

## Internval
Den 23 januari 2015 Frankrike 2 avslöjade att "N'oubliez pas" utförs av Lisa Angell skulle representera Frankrike i Eurovision Song Contest 2015. Låten, skriven av Robert Goldman, valdes efter France 2 begärt förslag från skivbolag . Angell först debuterade låten i november 2014 då hon utförde under en första världskriget hundraårsminnet konsert som hölls på La Madeleine, Paris. 

## Under Eurovision
Frankrike hör till "The Big Five" som är direktkvalificerat till finalen den 23 maj.